# Mädara (rzeka)
Mädara (est. Mädara jõgi) – rzeka w środkowej Estonii. Źródła znajdują się na wschód od wsi Lungu, gmina Käru. Wpada do rzeki Parnawa na południe od Oriküla. Ma długość 36,1 km i powierzchnię dorzecza 77,2 km².